# Roch Wągrowski
Roch Wągrowski (ur. w 1772 roku na Mazowszu) – kapitan 17 regimentu pieszego koronnego w czasie insurekcji kościuszkowskiej, podbrygadier z rangą porucznika Korpusu Kadetów.